# 草酰琥珀酸
草酰琥珀酸（英語：Oxalosuccinic acid）是三羧酸循环中的一种酶作用物。它被异柠檬酸脱氢酶生成。它的盐和酯被称为草酰琥珀酸盐。